# Perissolestes klugi
Perissolestes klugi – gatunek ważki z rodziny Perilestidae. Występuje na terenie Ameryki Południowej.